# Wereldbeker mountainbike 2025
De Wereldbeker mountainbike 2025 wordt gehouden van april tot en met oktober 2025. Mountainbikers strijden in de downhill (DH), de enduro en de crosscountry disciplines Olympische afstand (XCO), korte afstand (short track XCC), marathon (XCM), eliminator (XCE), elektrische mountainbike (E-MTB).

## Crosscountry korte en Olympische afstand
De crosscountry-evenementen XCC en XCO bestaat uit tien wedstrijden, gehouden van april tot en met oktober. Daarvan worden twee in Brazilië, zes in Europa en twee in Noord-Amerika gehouden.

## Uitslagen

### Mannen XCO

#### Kalender en podia
| Nr. | Datum      | Locatie          | Eerste              | Tweede              | Derde            | Leider in het klassement |
| --- | ---------- | ---------------- | ------------------- | ------------------- | ---------------- | ------------------------ |
| 1.  | 06/04/2025 | Araxá            | Victor Koretzky     | Christopher Blevins | Martín Vidaurre  | Victor Koretzky          |
| 2.  | 12/04/2025 | Araxá            | Christopher Blevins | Martín Vidaurre     | Adrien Boichis   | Christopher Blevins      |
| 3.  | 25/05/2025 | Nové Město       | Christopher Blevins | Mathis Azzaro       | Lars Forster     | Christopher Blevins      |
| 4.  | 08/06/2025 | Leogang          | Ondřej Cink         | Mathias Flückiger   | Fabio Pünterer   | Christopher Blevins      |
| 5.  | 22/06/2025 | Val di Sole      | Martín Vidaurre     | Mathis Azzaro       | Fabio Pünterer   | Christopher Blevins      |
| 6.  | 13/07/2025 | Vallnord         | Tom Pidcock         | Luca Martin         | Charlie Aldridge | Christopher Blevins      |
| 7.  | 31/08/2025 | Les Gets         |                     |                     |                  |                          |
| 8.  | 21/09/2025 | Lenzerheide      |                     |                     |                  |                          |
| 9.  | 05/10/2025 | Lake Placid      |                     |                     |                  |                          |
| 10. | 12/10/2025 | Mont-Sainte-Anne |                     |                     |                  |                          |

#### Klassement
| Nr. | Renner              | ARA | ARA | NOV | LEO | SOL | VAL | GET | LEN | LPL | MSA | Punten |
| --- | ------------------- | --- | --- | --- | --- | --- | --- | --- | --- | --- | --- | ------ |
| 1   | Christopher Blevins | 2   | 1   | 1   | 17  | 8   | 29  |     |     |     |     | 1395   |
| 2   | Martín Vidaurre     | 3   | 2   | 8   | 24  | 1   | 6   |     |     |     |     | 1082   |
| 3   | Victor Koretzky     | 1   | 6   | 4   | DNF | 27  | 22  |     |     |     |     | 930    |
| 4   | Mathis Azzaro       | DNF | –   | 2   | 4   | 2   | 4   |     |     |     |     | 837    |
| 5   | Fabio Pünterer      | 20  | 8   | 5   | 3   | 3   | 11  |     |     |     |     | 822    |
| 6   | Luca Martin         | 44  | 20  | 10  | 7   | 12  | 2   |     |     |     |     | 795    |
| 7   | Lars Forster        | 4   | 34  | 3   | 5   | 17  | 31  |     |     |     |     | 771    |
| 8   | Ondřej Cink         | 30  | 18  | 16  | 1   | 15  | 9   |     |     |     |     | 749    |
| 9   | Luca Schwarzbauer   | 9   | 10  | 11  | 8   | 11  | 18  |     |     |     |     | 741    |
| 10  | Filippo Colombo     | 6   | 23  | 12  | 6   | 10  | 27  |     |     |     |     | 730    |
| 11  | Nino Schurter       | 5   | 25  | 18  | 11  | 14  | 7   |     |     |     |     | 694    |
| 12  | Luca Braidot        | 17  | 11  | 47  | 31  | 4   | 5   |     |     |     |     | 680    |
| 13  | Simone Avondetto    | 22  | 4   | 17  | 30  | 9   | 10  |     |     |     |     | 668    |
| 14  | Mathias Flückiger   | 13  | 24  | 14  | 2   | 18  | 12  |     |     |     |     | 650    |
| 15  | Charlie Aldridge    | DNF | 53  | 40  | 44  | 5   | 3   |     |     |     |     | 571    |
|     |                     |     |     |     |     |     |     |     |     |     |     |        |
| 23  | Adrien Boichis      | 7   | 3   | –   | 21  | –   | 38  |     |     |     |     | 447    |
| 25  | Jens Schuermans     | 23  | DNF | 23  | 13  | 20  | 48  |     |     |     |     | 434    |
| 36  | Pierre de Froidmont | 64  | 48  | 42  | 20  | 55  | 43  |     |     |     |     | 263    |
| 40  | Tom Pidcock         | –   | –   | –   | –   | –   | 1   |     |     |     |     | 250    |

### Vrouwen XCO

#### Kalender en podia
| Nr. | Datum      | Locatie          | Eerste             | Tweede            | Derde           | Leidster in het klassement |
| --- | ---------- | ---------------- | ------------------ | ----------------- | --------------- | -------------------------- |
| 1.  | 06/04/2025 | Araxá            | Samara Maxwell     | Nicole Koller     | Savilia Blunk   | Samara Maxwell             |
| 2.  | 12/04/2025 | Araxá            | Jenny Rissveds     | Samara Maxwell    | Evie Richards   | Samara Maxwell             |
| 3.  | 25/05/2025 | Nové Město       | Mona Mitterwallner | Samara Maxwell    | Candice Lill    | Samara Maxwell             |
| 4.  | 08/06/2025 | Leogang          | Puck Pieterse      | Samara Maxwell    | Ramona Forchini | Samara Maxwell             |
| 5.  | 22/06/2025 | Val di Sole      | Puck Pieterse      | Samara Maxwell    | Laura Stigger   | Samara Maxwell             |
| 6.  | 13/07/2025 | Vallnord         | Samara Maxwell     | Alessandra Keller | Jenny Rissveds  | Samara Maxwell             |
| 7.  | 31/08/2025 | Les Gets         |                    |                   |                 |                            |
| 8.  | 21/09/2025 | Lenzerheide      |                    |                   |                 |                            |
| 9.  | 05/10/2025 | Lake Placid      |                    |                   |                 |                            |
| 10. | 12/10/2025 | Mont-Sainte-Anne |                    |                   |                 |                            |

#### Klassement
| Nr. | Renner             | ARA | ARA | NOV | LEO | SOL | VAL | GET | LEN | LPL | MSA | Punten |
| --- | ------------------ | --- | --- | --- | --- | --- | --- | --- | --- | --- | --- | ------ |
| 1   | Samara Maxwell     | 1   | 2   | 2   | 2   | 2   | 1   |     |     |     |     | 1535   |
| 2   | Nicole Koller      | 2   | 7   | 8   | 8   | 5   | 5   |     |     |     |     | 1090   |
| 3   | Jenny Rissveds     | 8   | 1   | DNF | 10  | 4   | 3   |     |     |     |     | 980    |
| 4   | Alessandra Keller  | 4   | 22  | 4   | 12  | 32  | 2   |     |     |     |     | 968    |
| 5   | Puck Pieterse      | –   | –   | 13  | 1   | 1   | 10  |     |     |     |     | 955    |
| 6   | Jennifer Jackson   | 6   | 4   | 14  | 16  | 6   | 13  |     |     |     |     | 837    |
| 7   | Evie Richards      | 11  | 3   | 32  | 13  | –   | 6   |     |     |     |     | 829    |
| 8   | Candice Lill       | 5   | 17  | 3   | 18  | 12  | 15  |     |     |     |     | 801    |
| 9   | Mona Mitterwallner | 16  | 20  | 1   | 9   | 22  | 11  |     |     |     |     | 768    |
| 10  | Nina Graf          | 12  | 8   | 12  | 11  | 9   | 7   |     |     |     |     | 743    |
| 11  | Jolanda Neff       | 24  | 11  | 25  | 4   | 7   | 9   |     |     |     |     | 734    |
| 12  | Tamara Wiedmann    | 23  | 5   | 17  | 5   | 15  | 12  |     |     |     |     | 708    |
| 13  | Laura Stigger      | 18  | 16  | 6   | 15  | 3   | –   |     |     |     |     | 705    |
| 14  | Sina Frei          | 7   | 9   | 26  | 25  | 14  | 16  |     |     |     |     | 659    |
| 15  | Savilia Blunk      | 3   | 14  | 20  | 14  | 8   | –   |     |     |     |     | 645    |
| 16  | Loana Lecomte      | 9   | 6   | 9   | 6   | 21  | DNF |     |     |     |     | 636    |
|     |                    |     |     |     |     |     |     |     |     |     |     |        |
| 20  | Ramona Forchini    | –   | –   | 11  | 3   | 11  | 23  |     |     |     |     | 513    |
| 26  | Anne Terpstra      | 15  | 15  | 10  | 21  | DNF | –   |     |     |     |     | 412    |
| 39  | Anne Tauber        | 36  | 38  | 41  | 44  | 30  | 30  |     |     |     |     | 233    |

### Mannen XCC

#### Kalender en podia
| Nr. | Datum      | Locatie          | Eerste              | Tweede              | Derde             | Leider in het klassement |
| --- | ---------- | ---------------- | ------------------- | ------------------- | ----------------- | ------------------------ |
| 1.  | 06/04/2025 | Araxá            | Christopher Blevins | Victor Koretzky     | Mathis Azzaro     | Christopher Blevins      |
| 2.  | 12/04/2025 | Araxá            | Christopher Blevins | Victor Koretzky     | Nino Schurter     | Christopher Blevins      |
| 3.  | 25/05/2025 | Nové Město       | Christopher Blevins | Victor Koretzky     | Filippo Colombo   | Christopher Blevins      |
| 4.  | 08/06/2025 | Leogang          | Christopher Blevins | Martín Vidaurre     | Charlie Aldridge  | Christopher Blevins      |
| 5.  | 22/06/2025 | Val di Sole      | Christopher Blevins | Victor Koretzky     | Luca Schwarzbauer | Christopher Blevins      |
| 6.  | 13/07/2025 | Vallnord         | Luca Martin         | Christopher Blevins | Mathis Azzaro     | Christopher Blevins      |
| 7.  | 31/08/2025 | Les Gets         |                     |                     |                   |                          |
| 8.  | 21/09/2025 | Lenzerheide      |                     |                     |                   |                          |
| 9.  | 05/10/2025 | Lake Placid      |                     |                     |                   |                          |
| 10. | 12/10/2025 | Mont-Sainte-Anne |                     |                     |                   |                          |

### Vrouwen XCC

#### Kalender en podia
| Nr. | Datum      | Locatie          | Eerste            | Tweede         | Derde             | Leidster in het klassement |
| --- | ---------- | ---------------- | ----------------- | -------------- | ----------------- | -------------------------- |
| 1.  | 06/04/2025 | Araxá            | Evie Richards     | Samara Maxwell | Alessandra Keller | Evie Richards              |
| 2.  | 12/04/2025 | Araxá            | Evie Richards     | Nicole Koller  | Jenny Rissveds    | Evie Richards              |
| 3.  | 25/05/2025 | Nové Město       | Puck Pieterse     | Evie Richards  | Linda Indergand   | Evie Richards              |
| 4.  | 08/06/2025 | Leogang          | Puck Pieterse     | Samara Maxwell | Nicole Koller     | Evie Richards              |
| 5.  | 22/06/2025 | Val di Sole      | Puck Pieterse     | Jenny Rissveds | Laura Stigger     | Evie Richards              |
| 6.  | 13/07/2025 | Vallnord         | Alessandra Keller | Evie Richards  | Ronja Blöchlinger | Evie Richards              |
| 7.  | 31/08/2025 | Les Gets         |                   |                |                   |                            |
| 8.  | 21/09/2025 | Lenzerheide      |                   |                |                   |                            |
| 9.  | 05/10/2025 | Lake Placid      |                   |                |                   |                            |
| 10. | 12/10/2025 | Mont-Sainte-Anne |                   |                |                   |                            |

## Uitzendingen
De UCI heeft een vaste partner die de televisie-uitzendingen van de wereldbekerwedstrijden verzorgd. Dat werd in 2023 Discovery Sports. De wedstrijden zijn in 2025 live te zien bij Discovery+. Op publiekszender Eurosport worden niet meer achteraf de volledige wedstrijden uitgezonden, zoals in 2024, maar zijn het begin van de wedstrijd en een middendeel weggelaten. Op het Engelstalige YouTube-kanaal worden live wedstrijden van beloften en junioren uitgezonden. Deze zijn daar ook terug te kijken, net als parcoursverkenningen, persconferenties, samenvattingen en nabeschouwingen, van de elite wedstrijden cross country (Olympisch en kort Circuit), downhill en enduro.
1991 · 
1992 · 
1993 · 
1994 · 
1995 · 
1996 · 
1997 · 
1998 · 
1999 · 
2000 · 
2001 · 
2002 · 
2003 · 
2004 · 
2005 · 
2006 · 
2007 · 
2008 · 
2009 · 
2010 · 
2011 · 
2012 · 
2013 · 
2014 · 
2015 · 
2016 · 
2017 · 
2018 · 
2019 · 
2020 · 
2021 · 
2022 · 
2023 · 
2024 · 
2025